# (32998) 1997 CK5
1997 CK5 (asteroide 32998) é um asteroide da cintura principal. Possui uma excentricidade de 0.01016270 e uma inclinação de 8.69011º.
Este asteroide foi descoberto no dia 1 de fevereiro de 1997 por Naoto Sato em Chichibu.